# كامارينا

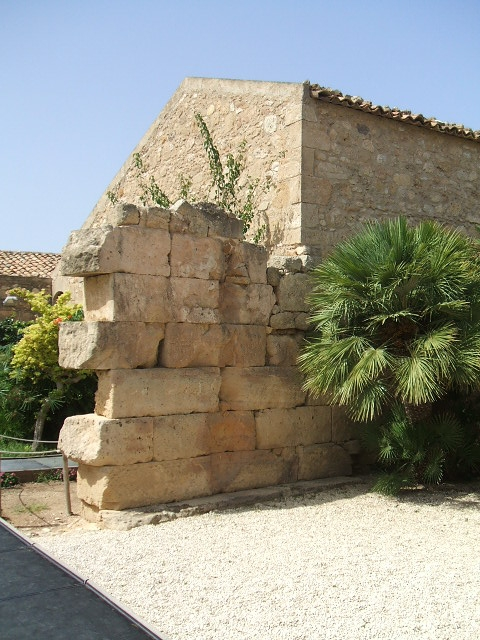
بقايا معبد أثينا

كامارينا (باليونانية: Καμὰρινα) هي مدينة قديمة في جزيرة صقلية في جنوب إيطاليا. تقع على الساحل الجنوبي، على بعد حوالي 27 كيلومتراً جنوب شرق جيلا (تيرانوفا). أسستها سيراكيوز في 599 قبل الميلاد ولكن المدينة الأم دمرتها عام 552 قبل الميلاد.

## معرض صور

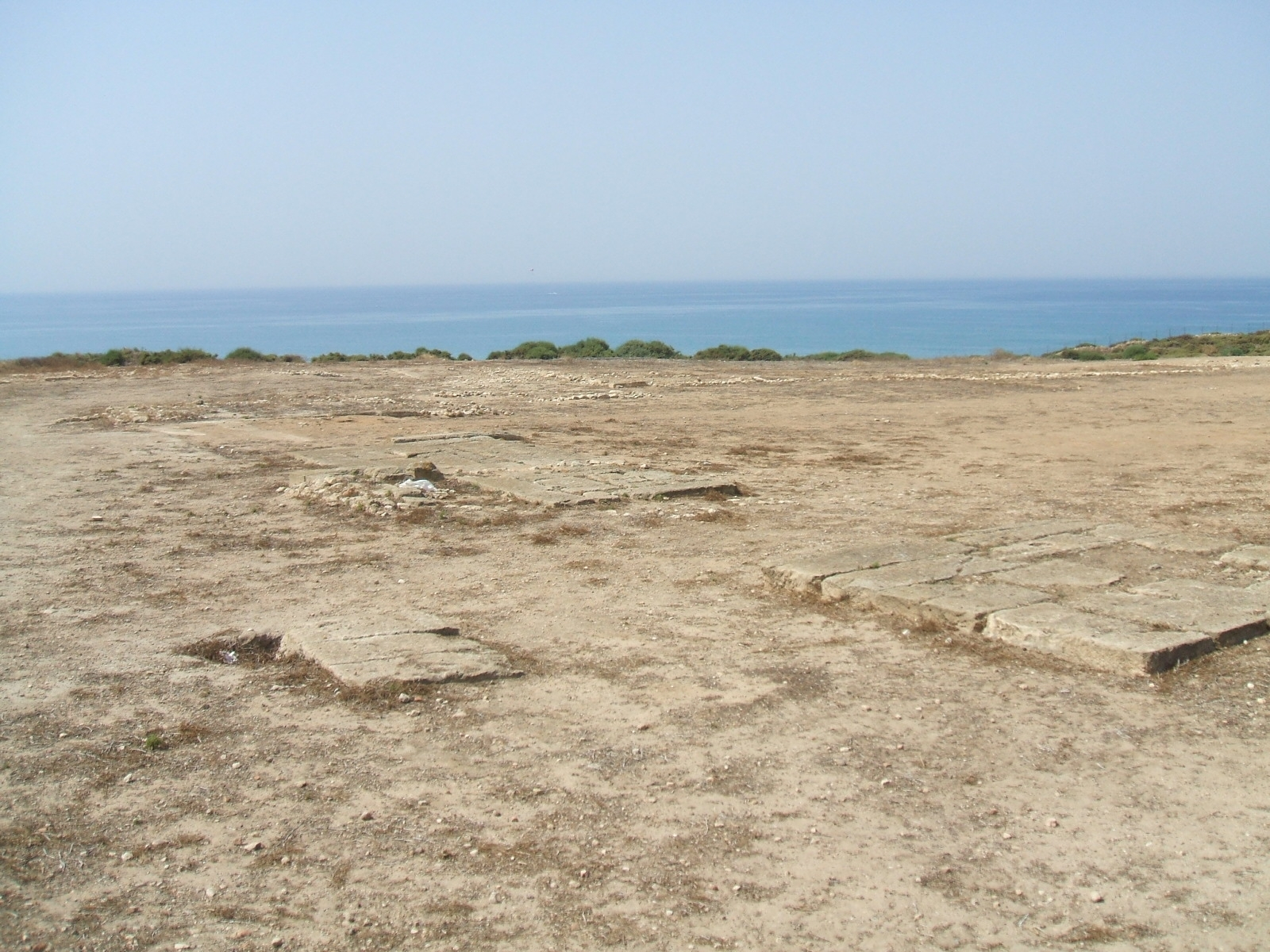
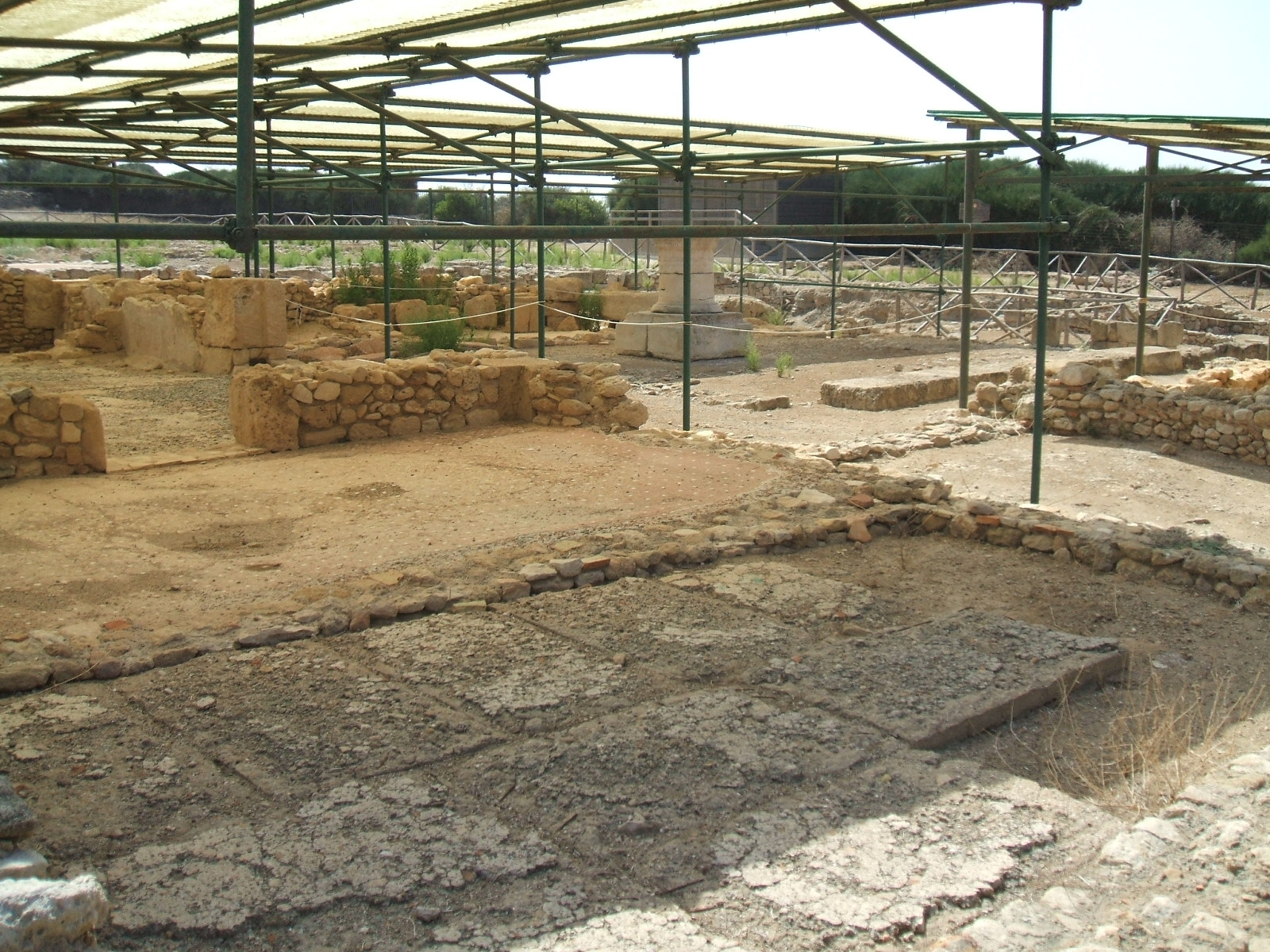
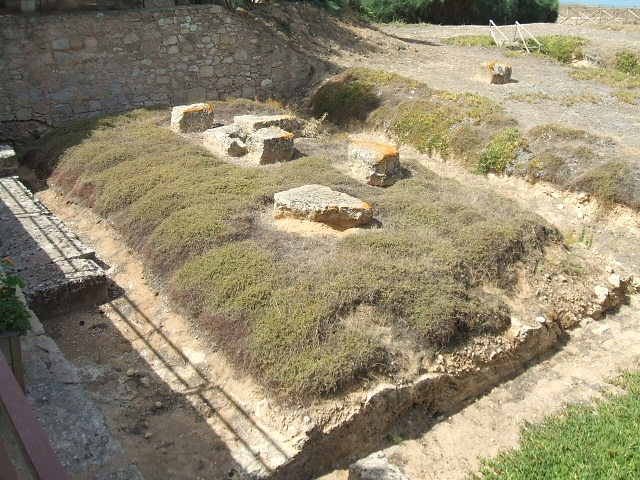